# Càpua

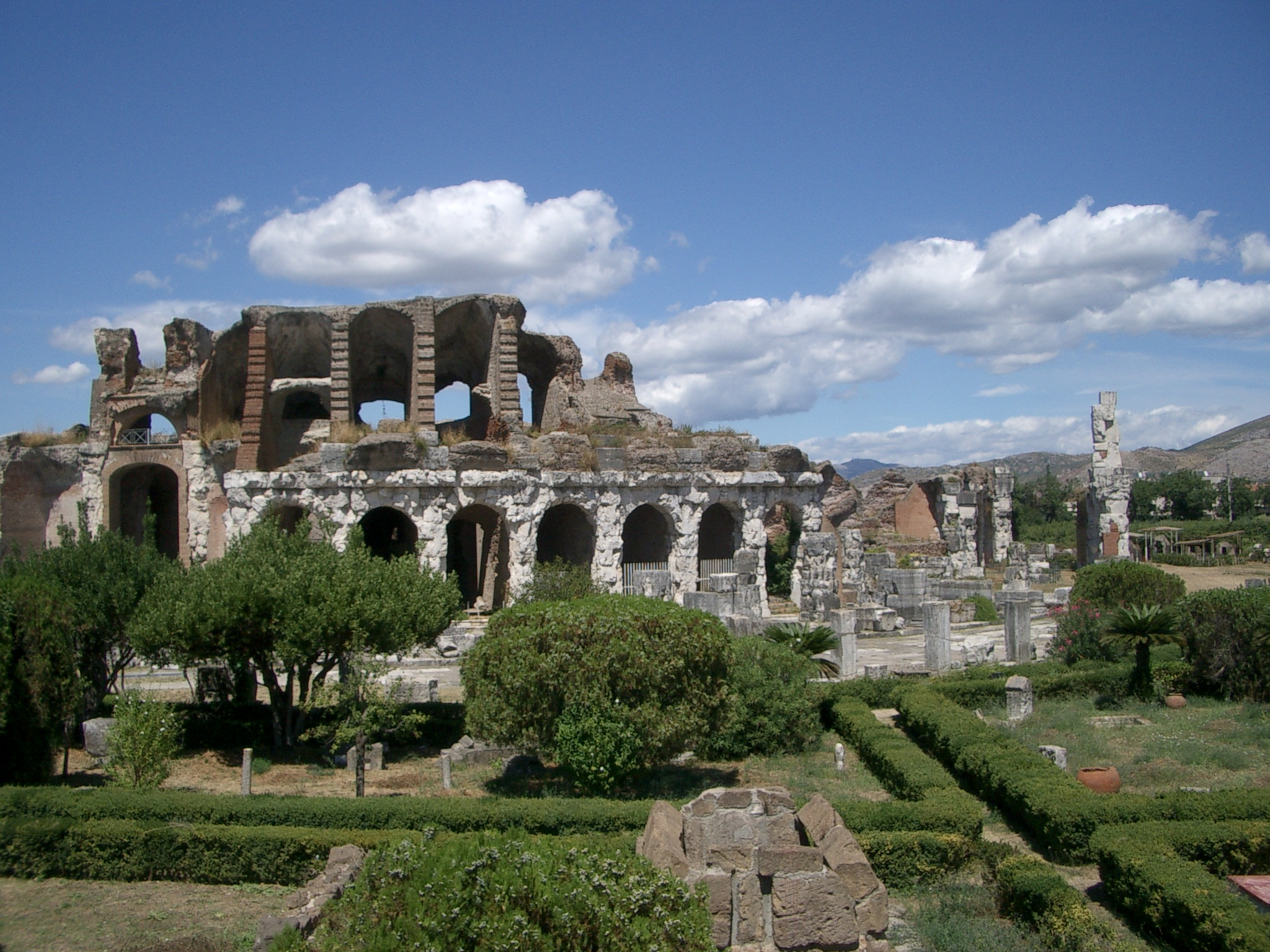
Amfiteatre

Càpua és una ciutat italiana de la Campània a la província de Caserta, a la riba del riu Volturno. Segons cens de 2021 tenia 13.993 habitants en una superficie de 5.204 m2.

## Història

### Fundació i ocupació pels etruscs i els samnites
La ciutat antiga, que no és ben bé on és l'actual ciutat de Càpua sinó al municipi veí de Santa Maria Capua Vetere, es deia ja Càpua (en llatí Capua), derivació possible de Kampanos (llatí Campanus) que al seu torn derivaria de Camp per la seva situació en un camp (plana) fèrtil. La moderna ciutat ocupa el lloc de l'antiga ciutat de Casilínum. Els Capuans van donar nom a la Campània; el seu poble fou anomenat Campanis pels romans i el territori Ager Campanus. Estrabó diu que Càpua deriva de caput, és a dir capçalera (de la regió). Altres fan derivar el nom de Capys, que podria ser un grec mitològic o el conqueridor samnita que es va apoderar de la ciutat el 423 aC.
Ocupada pels etruscs al segle v, el seu nom fou Volturnus segons Tit Livi i que foren els samnites els que li van dir Càpua, però altres escriptors diuen que Càpua és un nom etrusc. Altres opinions diuen que era un nom osc que portava la ciutat abans de la conquesta etrusca i que els samnites van recuperar.
En tot cas la ciutat no fou res fins a l'establiment dels etruscs que van fundar, potser sobre una ciutat ja existent, la ciutat de Volturnus. Cató diu que això va passar el 471 aC i Gai Vel·lei Patercle el situa el 800 aC. Sota domini etrusc Càpua fou la principal de les dotze ciutats etrusques de la regió i devia exercir una mena d'hegemonia sobre totes o la majoria. Va adquirir un alt grau de prosperitat. Però el refinament de la gent els va fer poc hàbils per la guerra, i els samnites es van aprofitar. Finalment els etruscs van haver de signar una pau amb els samnites que els donava els privilegis de la ciutadania a Càpua i compartiren amb ells la terra i la meitat de la ciutat. El 423 aC durant un festival, els samnites que eren a Càpua van sorprendre els seus suposats aliats i es van apoderar de tota la ciutat. El samnites van eliminar a la classe dirigent etrusca i van donar el poder a la població local, probablement osca, que barrejada amb etruscs i samnites va originar el poble dels campanis. Diodor de Sicília situa l'esdeveniment el 440 aC.
El canvi de dirigents no va afectar la prosperitat de la ciutat que va romandre rica i exercint certa hegemonia sobre les ciutats veïnes. El 343 aC Tit Livi diu que era la ciutat més opulenta d'Itàlia. Però aquesta riquesa va provocar que la població esdevingués altra vegada refinada de manera que deixaven de ser hàbils per fer la guerra i per competir amb els samnites que seguien vivint a les muntanyes.

### Lluita amb Roma i unió a l'Imperi
El 343 aC els Sidicins, una tribu independent, fou atacada pels Samnites i van demanar ajut a Càpua, però foren derrotats a la plana entre la muntanya Tifata i la ciutat i es van haver de tancar darrere les muralles. Els capuans van demanar ajut a Roma. Una guarnició romana es va establir allí. La submissió de Càpua no fou de llarga durada i uns anys després la ciutat apareix lluitant al costat de la Lliga Llatina contra Roma. Derrotats llatins i capuans, la ciutat va passar a Roma i va haver de cedir la plana de Falèrnia, però va obtenir drets de ciutadania romana, completa pels cavallers que s'havien oposat a la guerra contra Roma, i civitas sine suffragio per la resta. La ciutat va continuar mantenint la seva administració local amb magistrats propis i tingué la consideració de municipi. Els caps locals portaven el títol de Meddix Tuticus que era un títol osc. El 317 aC van sorgir dissensions internes i es va demanar al senat romà d'intervenir; el senat va introduir regulacions (a proposta del pretor L. Furius) que van aconseguir restaurar la tranquil·litat.
La ciutat va mantenir la seva riquesa i encara era la tercera ciutat durant la segona guerra púnica (després de Roma i Cartago). Anníbal la va voler guanyar per la seva causa i després de la batalla de Cannes (216 aC) el partit popular de la ciutat, dirigit per Pacuvius Calavius i Vibius Virrius, va obrir les portes als cartaginesos. La ciutat i les seves dependències van poder aportar per la guerra trenta mil infants i 400 cavallers. No obstant les altres ciutats de Campània (Nola, Neàpolis i Cumae principalment) van rebutjar seguir a Anníbal. Aquest va estar aquell hivern a la ciutat i la riquesa de la ciutat va tenir un efecte negatiu sobre les tropes i la seva disciplina. El 212 aC els romans van assetjar la ciutat. Anníbal va venir des de la Pulla i va obligar a aixecar al setge, però tan aviat com es va retirar els cònsols Fulvius i Claudius van renovar el setge. Els esforços d'Anníbal per forçar la retirada romana no van reeixir i la fam va començar a la ciutat, i aviat els capuans es van rendir sense condicions (211 aC). La ciutat fou castigada: els senadors i nobles foren executats; altres foren enviats a llocs llunyans, com la regió del Tíber; el territori de la ciutat fou confiscat per l'estat, les magistratures locals abolides, i la població que va restar o es va establir a la ciutat foren subjectes del prefecte de Roma. No es va matar més gent perquè feien falta per les collites d'aquella zona ubèrrima.
Des de llavors la ciutat, que aviat es va recuperar, va ser lleial a Roma. Durant la guerra social Velleius, representant de la ciutat, va demanar el restabliment dels privilegis municipals.
La ciutat continuava essent important en aquest temps. Sul·la va reunir un exèrcit a la ciutat per anar a lluitar contra Mitridates del regne del Pont, i on va reunir les seves legions contra Roma. A la ciutat, l'any següent, Cinna es va revoltar contra el senat. A la Segona guerra civil romana entre Gneu Pompeu Magne i Juli Cèsar, els pompeians van convertir Càpua en quarter general, però la van haver d'abandonar. També va jugar algun paper durant la conspiració de Catilina.
El territori que havia estat de la ciutat va romandre en mans de l'estat i fins i tot durant el temps dels Gracs va quedar exempt de repartiment. El 63 aC el tribú Servilius Rullus, va proposar una llei agrària que tenia com a objectiu la distribució d'aquest districte però l'eloqüència de Ciceró va provocar que fos desestimada; però finalment el repartiment es va fer en virtut de la lex Júlia, aprovada sota Cèsar el 59 aC i vint mil romans es van establir als camps de la Campània (Ager Campanus i Ager Stellatis) i es va establir la colònia; probablement llavors els capuans ja havien recuperat els drets municipals que sembla posseïen, almenys, des del temps de Ciceró.
Càpua fou en endavant colònia però els colons no van poder gaudir tranquils les terres. Entre les terres que els triumvirs van haver de prometre a les legions l'any 43 aC hi havia Càpua. Es creu que va ser donada als veterans d'Octavi qui més tard la va fer el seu quarter durant la Guerra de Perusa contra Marc Antoni (41 aC). Després de la Batalla d'Àccium el 31 aC es van establir nous colons. Llavors la ciutat es va dir Colònia Júlia Augusta Fèlix, tal com es troba a alguna inscripció. August va cedir a la municipalitat un valuós terreny a Creta i hi va construir un aqüeducte.
Durant l'imperi la ciutat va donar pocs motius per parlar-ne. Estrabó l'anomena metròpolis de Campània. Sota Neró va rebre més colons militars. El 69 va adherir al partit de Vitel·li, el que va portar la ruïna a moltes famílies. Al segle iii havia declinat una mica però era encara la vuitena ciutat de l'imperi.

### Edat mitjana i moderna
El 456 va ser ocupada per Genseric rei dels vàndals i fou destruïda però es va poder recuperar, si bé ja no amb la importància d'abans. Apareix esmentada durant les guerres gòtiques i la conquesta de Belisari. Al segle viii tornava a ser una ciutat prospera. El 840 fou ocupada pels sarraïns i els habitants es van refugiar a les muntanyes (ja que la ciutat, a la plana, no es podia defensar), fins que el 856 el bisbe Landolf va convèncer a la gent de tornar i establir-se a l'antiga ciutat veïna de Casilínum, en posició de millor defensa i que va esdevenir una fortalesa a la que es va donar el nom de Càpua. L'antiga Càpua és avui la vila de Santa Maria di Capua o Santa Maria Maggiore.
Queden algunes restes de l'aqüeducte d'August, conegut com a Aqua Júlia, i de l'amfiteatre (Càpua fou un gran centre de gladiadors i va tenir una escola en la que va aprendre el famós Espartac, de la qual es va escapar amb 70 companys i va començar la Tercera Guerra Servil). La ciutat tenia un Capitoli (segons Suetoni) però no en queden restes. Sí que es veuen una part de les muralles. S'ha trobat també un arc triomfal prop de l'amfiteatre.
El territori de Càpua s'estenia fins a la desembocadura del Volturno (abans Volturnus). Al nord del riu s'anomenava Ager Falernus i al sud Ager Campanus. La regió de la muntanya Callicula, de Cales a Casilínum, fou anomenada Campus Stellatis.
La regió de Càpua després de l'escomesa sarraïna de l'Emirat de Sicília el 840 va escapar al control del ducat de Benevent on havia esclatat la guerra civil. La regió era administrada per gastalds del duc. Un noble de nom Landulf es va fer amo de la regió que va esdevenir comtat (840-847 reconeixent la sobirania de Benevent i el 847 la de Salern) i després, quan el comte Atenolf I es va apoderar de Benevent (900) en principat, erigit per aquest Atenolf I. A la mort de Landolf IV de Benevent i VI de Càpua els dos principats es van repartir entre els seus dos fills, i el de Càpua va tocar al fill Landonulf I amb el que Càpua va esdevenir independent.
El príncep Atenulf I va conquerir Benevent el 900 i va unir els principats fins al 981, quan Pandulf I de Benevent els va separar en el seu testament pels seus fills. Càpua va eclipsar Benevent després i es va convertir en el principal rival de Salern. Sota Pandulf IV, el principat va tenir l'ajuda dels normands i, durant un temps va tenir la lleialtat de Rainulf Drengot, fins que aquest la va abandonar per ajudar el deposat Sergi IV de Nàpols a recuperar la seva ciutat, annexada per Pandulf el 1027.
A la mort de Pandulf, Càpua va caure en mans dels seus fills més febles i, el 1058, la mateixa ciutat va caure en un setge al nebot de Rainulf Ricard I, que va prendre el títol de Príncep d'Aversa. Durant set anys (1091–1098), Ricard II va ser exiliat de la seva ciutat, però amb l'ajuda dels seus parents, va recuperar la ciutat després d'un setge el 1098. La seva dinastia va viure com a prínceps de Càpua fins que l'últim reclamant de la seva línia va morir el 1156 i el principat es va unir definitivament al regne de Sicília. A la dècada de 1230, el rei Frederic II va construir la monumental Porta de la Ciutat de Càpua.
A principis del 1500, es va informar al Papa Alexandre VI que el seu fill, Cèsar Borja, havia capturat la ciutat i va matar ràpidament els 6.000 ciutadans, que incloïen dones i nens, mentre comandava les tropes franceses durant el setges de Nàpols i Càpua.

### Edat contemporània
El 3 de gener de 1799, durant les Guerres de la Revolució Francesa, aquesta comunitat va ser atacada amb èxit per un exèrcit de la República Romana dirigit pel governador MacDonald.
La batalla de Volturno (1860), a la conclusió de l'Expedició dels Mil de Garibaldi, va tenir lloc parcialment a Càpua i als voltants. Abans de la batalla, l'exèrcit napolità, derrotat en enfrontaments anteriors, va ser reconstruït a Càpua sota el comandament del mariscal Giosuè Ritucci. Després de lluitar en un altre lloc en què els napolitans van ser finalment derrotats, els últims d'ells, uns 3.000 soldats sota el coronel Perrone, es van amagar a Càpua. La ciutat va ser atacada i capturada pels garibaldins i un batalló regular de Bersaglieri piemontès. En el referèndum diversos mesos després, els seus habitants van votar majoritàriament per unir-se al nou Regne d'Itàlia.

## Llista de comtes i prínceps
- Comtes
  - Landolf I 840-842
  - Landone I 842-861 (fill)
  - Landone II 861 (fill)
  - Pandone 861-862
  - Pandonolf 862 (fill de Landone I)
  - Landolf II 862-879 (germà)
  - Pandonolf (segona vegada) 879-882
  - Landone III 882-885 (fill de Landone II)
  - Landonolf I de Teano 885-887 (parent, relació no establerta)

- Prínceps
  - Atenolf I 887-910 (fins al 900 comte; des 900 unit amb Benevent) (fill)
  - a Benevent 900-983
  - Atenolf II 910-935 (fill)
  - Landolf III Carinola 935-943 (I de Benevent) (germà)
  - Landolf IV el roig 943-961 (fill)
  - Pandolf I Cap de ferro 961-982 (germà) (de Benevent-Càpua des 968)
  - Landolf V (associat a Benevent) 961-968
  - Landolf VI l'agosarat 968-983 (associat a Càpua 968-982 de Benevent-Càpua 982-983)
  - Landonolf II 983-993
  - Aloara 982-992
  - Laidolf 993-999
  - Ademar 999
  - Landolf VII de Santa Agata 999-1007 (germà de Landolf VI)
  - Pandolf II 1007-1022 (germà)
  - Pandolf III 1009-1016 (regent 1009-1014) (fill de Landolf VII)
  - Pandolf IV 1016-1021 (fill)
  - Pandolf V 1020-1022 (fill de Pandolf II)
  - Pandolf VI 1021-1026 (fill)
  - Joan 1022-1026
  - Pandolf IV (segona vegada) 1026-1039
  - Pandolf V (segona vegada) 1026-1038
  - Guaimar 1038-1046
  - Pandolf IV (tercera vegada) 1046-1050
  - Pandolf V (tercera vegada) 1047-1057
  - Landolf VIII 1047-1059 (fill de Pandolf VII)
  - als normands 1059
  - Ricard I Drengot, comte d'Aversa 1058-1078
  - Jordà I 1078-1091
  - Ricard II 1091
  - Landone IV 1091-1098 (dinastia llombarda)
  - Ricard II (segona vegada) 1098-1106
  - Robert I 1107-1120
  - Ricard III 1120
  - Jordà II 1120-1127
  - Robert II 1127-1135
  - Alfons d'Hauteville 1135-1137
  - Robert II (segona vegada) 1137
  - Alfons (segona vegada) 1137-1144
  - Guillem d'Hauteville (rei de Sicília 1154-1166) 1144-1155
  - Robert II (tercera vegada) 1155-1156
  - A Sicília 1156

El 1282 el país fou ocupat en part pels catalans que es van comprometre a retornar-lo als Anjou pel tractat d'Anagni del 1295 i així va passar al Regne de Nàpols. El 1501 fou saquejada per Cèsar Borja, al servei de França. El Regne de les Dues Sicílies, continuació del de Nàpols, va subsistir fins al 1861. En aquesta data Càpua es va incorporar a Itàlia.

## Fills il·lustres
- Giovanni Furno (1748-1837) compositor musical.